# Guus Baars
Guus Baars (Rotterdam, 11 februari 2003) is een Nederlands voetballer die bij voorkeur als verdediger speelt.

## Clubcarrière

### Feyenoord
Baars begon met voetballen bij VV Papendrecht voordat hij in 2013 in de jeugdopleiding van Feyenoord terecht kwam. Hij doorliep de jeugdopleiding en kwam in de zomer van 2021 in het hoogste jeugdelftal terecht, Feyenoord Onder 21. Om Baars meer ervaring op te laten doen verhuurde de Rotterdammers hem gedurende het seizoen 2023/24 aan partnerclub FC Dordrecht. Daar maakte hij op 18 augustus 2023 zijn officiële debuut in het betaald voetbal in de uitwedstrijd tegen Willem II. Twee weken later, op 31 augustus 2023, werd bekend dat Baars afscheid had genomen bij FC Dordrecht en zijn voetbalschoenen aan de wilgen zou hangen.

### Dordrecht
In januari 2024 werd duidelijk dat Guus Baars weer meetrainde met Dordrecht onder 21. 

## Clubstatistieken
| Seizoen                        | Club           | Competitie     | Competitie | Competitie | Beker | Beker | Internationaal | Internationaal | Overig | Overig | Totaal | Totaal |
| Seizoen                        | Club           | Competitie     | Wed.       | Dlp.       | Wed.  | Dlp.  | Wed.           | Dlp.           | Wed.   | Dlp.   | Wed.   | Dlp.   |
| ------------------------------ | -------------- | -------------- | ---------- | ---------- | ----- | ----- | -------------- | -------------- | ------ | ------ | ------ | ------ |
| 2023/24                        | FC Dordrecht   | Eerste divisie | 1          | 0          | 0     | 0     | 0              | 0              | 0      | 0      | 1      | 0      |
| Carrièretotaal                 | Carrièretotaal | Carrièretotaal | 1          | 0          | 0     | 0     | 0              | 0              | 0      | 0      | 0      | 0      |
| Bijgewerkt op 31 augustus 2023 |                |                |            |            |       |       |                |                |        |        |        |        |